# گالین ایوانوف (بازیکن فوتبال، زاده ۱۹۸۸)
گالین ایوانوف (بلغاری: Галин Иванов؛ زادهٔ ۱۵ آوریل ۱۹۸۸) بازیکن فوتبال اهل بلغارستان است.
از باشگاه‌هایی که در آن بازی کرده‌است می‌توان به باشگاه فوتبال آرمینیا بیله‌فلد، باشگاه فوتبال خزر لنکران، باشگاه فوتبال سامسون‌اسپور، باشگاه فوتبال لفسکی صوفیه، و باشگاه فوتبال لیتکس لووچ اشاره کرد.
وی همچنین در تیم‌های ملی فوتبال Bulgaria national under-19 football team، زیر ۲۱ سال بلغارستان، و بلغارستان بازی کرده‌است.